# 瑞维尼苏桑代讷
瑞维尼苏桑代讷（法語：Juvigny-sous-Andaine）是法国奥恩省的一个旧市镇，位于该省西南部，属于阿朗松区。该市镇总面积22平方公里，2009年时的人口为1065人。
瑞维尼苏桑代讷已于2016年1月1日起和相邻的另外6个市镇合并成为"瑞维尼-瓦勒当代讷"（Juvigny Val d'Andaine），瑞维尼苏桑代讷为政府驻地。

## 人口
瑞维尼苏桑代讷人口变化图示